# Stadler Football Club
Lo Stadler Football Club, o semplicemente Stadler, è stata una società calcistica ungherese con sede ad Akasztó.

## Storia
Nacque nel 1993 dalla fusione delle due squadre di calcio di Kiskőrös (allora militante nella seconda serie ungherese) ed Akasztó (dove fu posta la sede della società).
Al primo anno di attività vinse immediatamente il campionato, ottenendo la promozione in massima serie. Qui rimase per quattro stagioni, ottenendo i migliori risultati nel 1994-1995 quando finì nono in campionato (risultato ripetuto nella stagione successiva) e raggiunse i quarti in Coppa.
Dopo essersi salvato attraverso i play-out nel 1996-1997, finì ultimo nella stagione successiva, retrocedendo e scomparendo.

### Cronologia dei nomi
Come Kiskőrösi FC
- 1910: Kiskőrösi Football Club (FC)
- 1947: Kiskőrösi Petőfi SE
- 1947: SK Petőfi Kiskőrösi
- 1993: Kiskoros-Stadler FC

Come Akasztói FC
- 1922: FC Akasztói

Come Stadler FC
- 1994: Stadler FC
- 1996: Ecker Stadler FC
- 1997: Stadler FC

## Cronistoria
- 1993: fusione tra Kiskőrösi e Akasztói per dar luogo al Kiskoros-Stadler
- 1993-1994: vince il Nemzeti Bajnokság II. Promosso in Nemzeti Bajnokság I.
- 1994: cambia nome in Stadler.
- 1994-1995: 9° in Nemzeti Bajnokság I.
- 1995-1996: 9° in Nemzeti Bajnokság I.
- 1996-1997: 16° in Nemzeti Bajnokság I. Salvo dopo i play-off con il Dunaferr.
- 1997-1998: 18° in Nemzeti Bajnokság I. Retrocesso in Nemzeti Bajnokság II
- 1998: scompare.

## Palmarès
- Nemzeti Bajnokság II: 1

1993-1994